# マーベルマン/ミラクルマン
ミラクルマン（原題：マーベルマン）はミック・アングロによって創造され、「マーベルマン＃25」（1954年1月末）で初登場した架空のスーパーヒーローである。

## 概要
元々は、イギリス発のスーパーヒーローであったが、紆余曲折あって、現在はアメリカの漫画出版社マーベル・コミックが権利を所有している。

## 歴史

### 創造の経緯
20世紀に入り、アメリカでスーパーヒーローブームが起き、イギリスにも、アメリカ製コミックブックが輸入されるようになった。
しかし、第二次世界大戦や国内産業保護のため、アメリカ製コミックブックの輸入が禁止されると、イギリスの出版社は、オリジナルのヒーローを創造（大半はスーパーマンやバットマンを翻案したものだった。）したり、アメリカから権利を取得して、出版を行うようになった。
特に人気だったのが、アメリカで絶大な人気を博したキャプテンマーベル（シャザム）で、Lミラー＆サン社が1945年から白黒で刊行を開始した。
出版は、「キャプテン・マーベル・アドベンチャー」「キャプテン・マーベルJr.」「マーベル・ファミリー」「ウィズコミックス」の4誌を展開するほどの人気ぶりだった。
しかし、人気の一方でナショナルコミックス（現DCコミックス）からスーパーマンとの盗作疑惑が持ち上がり、裁判で争った結果、ナショナル側の主張を認める判決が下り、スーパーヒーローものが冷え込む時期というのもあって、ナショナルとの示談交渉に入り、40万ドルの損害賠償とキャプテンマーベル関連誌の出版が差し止められた。
このことを受け、Lミラー＆サン社は急遽漫画家のミックアングロにキャプテンマーベルに代わるキャラクターを考案させ、登場したのがマーベルマンとヤング・マーベルマンである。